# Phil Meheux
Philip Meheux (* 17. September 1941 in Sidcup, Kent, England) ist ein britischer Kameramann.
In Filmvor- oder abspännen lässt er sich alternativ des Öfteren Phil Méheux nennen. Er ist gut mit dem Regisseur Martin Campbell befreundet und wirkt in einem Großteil von dessen Produktionen als Kameramann mit. Zum Film kam er 1964, als er in der BBC Film Unit als Filmvorführer arbeitete.

## Karriere
Seine Karriere begann Philip „Phil“ Meheux Ende der 1960er Jahre. In den 1970er Jahren war er vor allem an verschiedenen Fernsehproduktionen beteiligt. Seit 1978 ist er ausschließlich für Filme tätig. Mehrfach arbeitete er dabei mit dem Regisseur Martin Campbell zusammen.
2006 wurde er von der British Society of Cinematographers (BSC) für seine Arbeit an Casino Royale mit dem Best Cinematography Award ausgezeichnet. Zudem erhielt er 2007 eine Nominierung für den BAFTA Film Award. Von 2002 bis 2006 war Méheux Präsident der British Society of Cinematographers.

## Filmografie (Auswahl)
- 1977: Black Joy
- 1979: Abschaum – Scum (Scum)
- 1980: Rififi am Karfreitag (The Long Good Friday)
- 1981: Barbara’s Baby – Omen III (Omen III: The Final Conflict)
- 1982: Das Kommando (Who Dares Wins)
- 1983: Der Honorarkonsul (The Honorary Consul)
- 1985: Star Cracks – Die irre Bruchlandung der Außerirdischen (Morons from Outer Space)
- 1985: Max Headroom – Der Film (Max Headroom: 20 Minutes into the Future, Fernsehfilm)
- 1985: Local 323 (Act of Vengeance, Fernsehfilm)
- 1986: Apology - Tödliches Geständnis (Apology, Fernsehfilm)
- 1987: Das vierte Protokoll (The Fourth Protocol)
- 1988: Der Frauenmörder (Criminal Law)
- 1989: Renegades – Auf eigene Faust (Renegades)
- 1990: Highlander II – Die Rückkehr (Highlander II: The Quickening)
- 1991: Wehrlos (Defenseless)
- 1991: Jack Ruby – Im Netz der Mafia (Ruby)
- 1993: Der Prozeß (The Trial)
- 1993: Der Killer im System (Ghost in the Machine)
- 1994: Flucht aus Absolom (No Escape)
- 1995: James Bond 007 – GoldenEye (GoldenEye)
- 1997: The Saint – Der Mann ohne Namen (The Saint)
- 1998: Die Maske des Zorro (The Mask of Zorro)
- 1999: Verlockende Falle (Entrapment)
- 1999: Der 200 Jahre Mann (Bicentennial Man)
- 2003: Jenseits aller Grenzen (Beyond Borders)
- 2004: In 80 Tagen um die Welt (Around the World in 80 Days)
- 2005: Die Legende des Zorro (The Legend of Zorro)
- 2006: James Bond 007: Casino Royale (Casino Royale)
- 2008: Beverly Hills Chihuahua
- 2010: Auftrag Rache (Edge of Darkness)
- 2011: Die Schlümpfe (The Smurfs)
- 2012: Das Schwergewicht (Here Comes the Boom)
- 2012: Die Schlümpfe 2 (The Smurfs 2)
- 2015: SpongeBob Schwammkopf 3D (The SpongeBob Movie: Sponge Out of Water)
- 2021: Three Pints and a Rabbi